# 大南山 (深圳)
大南山是位於中國廣東省深圳市南山区珠江口东岸的一座山，山名相对于其西侧的小南山而言。整座山体已开发为南山区以“寿”文化为主题的一个公园，称“大南山公园”。主峰海拔约336米，向南或东南可眺望香港国际机场及新界群山、國際金融中心二期及九龍站上蓋環球貿易廣場甚至天璽及擎天半島已看得見；向东可目视深圳中心城区的高楼大厦；向北可将整个宝安中心区尽收眼底，甚至可看見廣州塔「小蛮腰」。山麓区域为中国大陆著名工业基地之一的深圳蛇口大工业区，山的西南面有珠三角重要的海运码头－蛇口赤湾港。1988年，深圳南山籍台湾商人魏秋琴及另一台商投资1亿多元人民币，在大南山西面半山腰兴建青青世界旅游区，现已成为深圳市知名的旅游目的地之一。

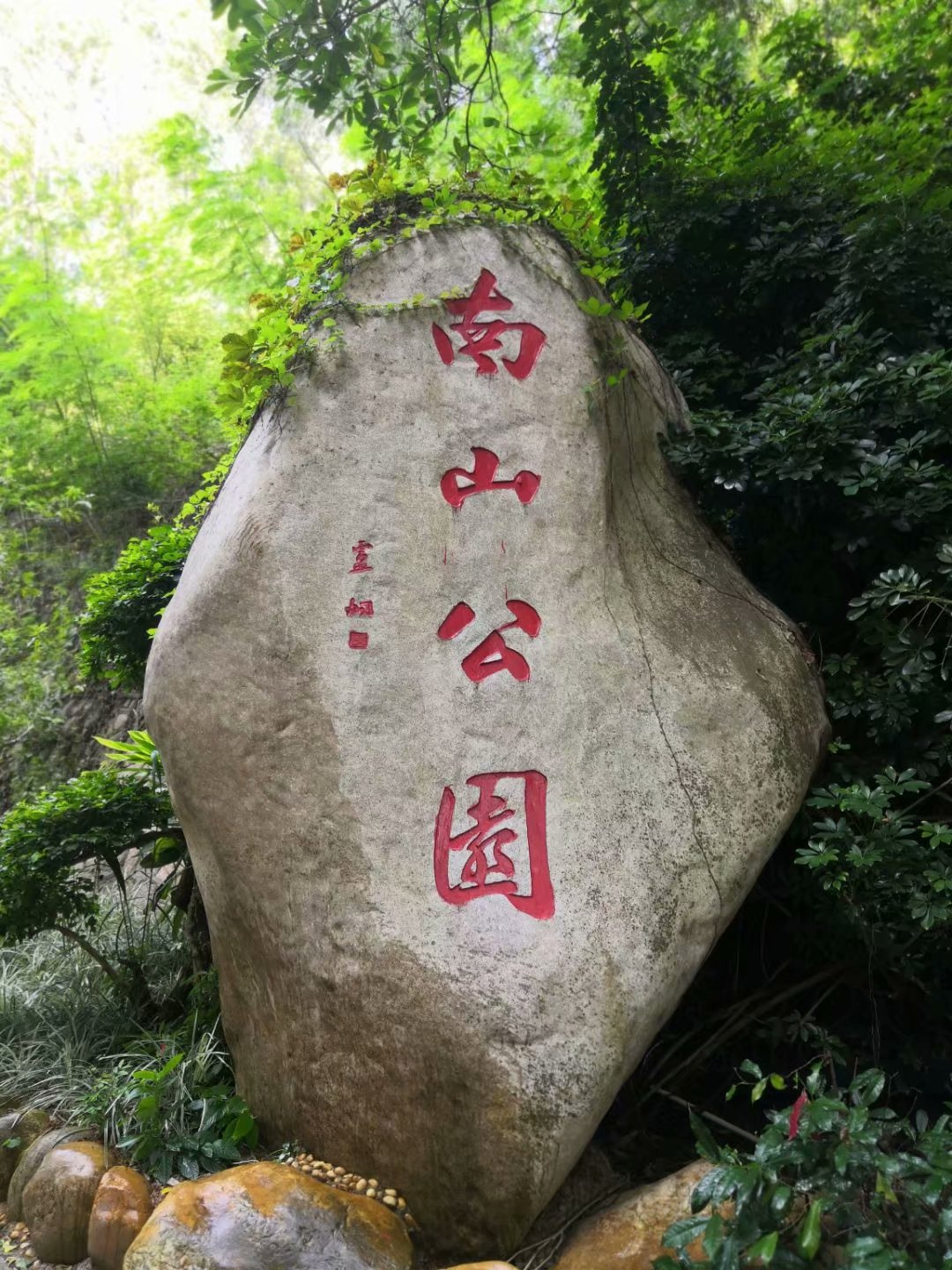
南山公园入口

## 地理
大南山位处深圳蛇口半岛中部，东面是深圳湾，南及西南面为珠江的入海口。